# Voorsteven (Amsterdam)
Voorsteven is een straat in Amsterdam-Noord.
Voorsteven werd rond 1976 gebouwd in een nieuwe woonwijk in de buurt Banne Buiksloot in het segment noordwest. Door de manier van bouwen is het tevens een klein buurtje op zichzelf geworden. De bebouwing is neergezet tussen een parkeerplaats voor bewoners, een speelruimte en een groenstrook langs een ringvaart om Banne Buiksloot-Noord. De straat kreeg per raadsbesluit van 25 juni 1975 haar naam, een vernoeming naar voorsteven, onderdeel van een scheepsromp. Meerdere straten in de buurt werden naar scheepstermen vernoemd.
Huisnummering loopt opeenvolgend op van 1 tot en met 105. De woonblokken werden ontworpen door het Architectenbureau De Jonge, Dorst, Lubeek, de Bruijn en De Groot. Het zijn portiekflats van vier bouwlagen; vanaf boven gezien lijkend op een Schismateken met een klein los blokje, dat aansluit op de straat Voordek. Opvallend zijn de afgedichte balustrades van de balkons.
In 2012 werd Steven verkozen tot "mooiste straat van Amsterdam-Noord", waarbij wethouder Andrée van Es de buurt een bezoekje bracht om het bijbehorend bord te onthullen.
Kunst in de openbare ruimte is in en aan de straat niet te vinden. De straat moet het ook doen zonder openbaar vervoer. Het buurtje is opgezet als een soort hofje; het heeft samen met Voordek twee in- en uitgangen aan Westerlengte. De blinde gevel van Voorsteven 1 heeft sinds 1977 één van de vier de muurschilderingen uit Zandlopers en vlinders van Jan van Goethem.